# أندرو بن
أندرو بن (بالإنجليزية: Andrew Penn)‏ هو منافس ألعاب قوى بريطاني، ولد في 31 مارس 1967.

## وصلات خارجية
- أندرو بن على موقع الاتحاد الدولي لألعاب القوى (الإنجليزية)
- أندرو بن على موقع أوليمبيديا (الإنجليزية)